# Бахман, Франц
Франц Ба́хманн (нем. Franz Bachmann; 31 марта 1930, Доббиако, Пустерталь, Больцано — 24 июля 2019) — австрийский альпинист, горноспасатель, инженер-машиностроитель, разработчик нескольких схватывающих узлов, один из которых назван его именем (узел Бахмана).

## Биография
Отец Франца Бахмана был шорником и обойщиком в Кортина-д'Ампеццо. В родном городе в возрасте 10 лет Франц совершил восхождения на Тофана ди Росес, Нуволау и Крода дель Бечко. По соглашению Гитлера и Муссолини о Южном Тироле, многие немцы-жители этой провинции, переехали в Австрию. Семья Бахмана переехала в Фельдкирх в Форарльберге в Австрии. Начиная 1946 года Франц Бахман совершал восхождения в горах Ретикон, среди прочего, на вершину Зимба на Западном Хребте и на вершину Заулекопфес в восточной стене Саулакопфа (категории сложности III +). В 1949 году вместе с Тони Хибелером он совершил первый подъём на вершину Зульцфлух по отвесной юго-западной стене (категория VI) . За этим последовали еще 17 первовосхождений категорий VI + и VII-, некоторые из которых были совершены в одиночку.

## Изобретатель схватывающих узлов
В 1949 году Бахман разработал узлы с  участием карабинов, которые он придумал во время своей работы техническим директором службы спасения в горах в Форарльберге, которые впоследствии стали называть «узлами Бахмана» (или, по инициалам изобретателя, узлами FB).

## Публикации
- Der Karabinerknoten. In: Fels und Firn, Juniheft 1950
- Der Karabinerknoten. In: Berge und Heimat, Nr. 3, 1951 (OeAV)
- Der Karabinerknoten. In: Der Bergsteiger, Nr. 6, 1951 (DAV)
- Der Karabinerknoten. In: Die Alpen, Nr. 6, 1951 (SAC) als Beilage
- Franz Bachmann: Der FB-Klemmknoten. In: Deutscher Alpenverein, Oesterreichischer Alpenverein und Schweizer Alpen-Club SAC (Hrsg.): Bergundsteigen. Nr. 3, 2005, S. 56–60 (PDF, 200 kB, abgerufen am 16. Februar 2008)
- Walter Würtl: FB-Prusik. In: Bergundsteigen, Nr. 92, Herbst 2015, S. 76–77.

## Внешние ссылки
- Vom Karabinerknoten zum FB-Knoten
- Entwicklung der FB-Knoten